# Club sportif de Vienne rugby
Maillots
Actualités
Le Club sportif de Vienne rugby (ou CS Vienne) est un club de français rugby à XV basé à Vienne (Isère).
Fondé le 19 février 1899, le club est champion de France en 1937 en battant l'AS Montferrand sur le score de 13 à 7.
Le club évolue actuellement en Nationale 2.

## Histoire
À sa création le CS Vienne rugby est une partie de l'un des clubs omnisports de la ville dont il devient rapidement l'activité phare.

### L’âge d’or du CS Vienne

#### Double champion de France de deuxième division 1927 et 1928
Le premier tournant est l'arrivée en 1924 de Jean Etcheberry, avec qui le club remporte deux titres de champion de France Honneur.
En 1927 avec une victoire 12 à 6 contre les Arlequins Club Perpignan et 1928 avec une victoire 3 à 0 contre l'Association sportive bayonnaise

#### Demi-finaliste du championnat de France 1935
L’emblématique pilier gauche Benvenuto Sella rejoint le club à l'âge de 19 ans en 1934.
Sous l'impulsion de Jean Etcheberry devenu entraîneur, le club aura une progression régulière avec d'abord une demi-finale en 1935 perdue d'un petit point 11 à 10 contre l'USA Perpignan. La même année, Vienne est invité à disputer le prestigieux Challenge Yves du Manoir mais ne termine alors que neuvième de sa poule de 11.
L'année suivante, le CSV est éliminé en huitième de finale par l'Aviron bayonnais 10-3 mais connaît encore un exercice décevant Challenge, neuvième de sa poule de 11.

#### Champion de France 1937

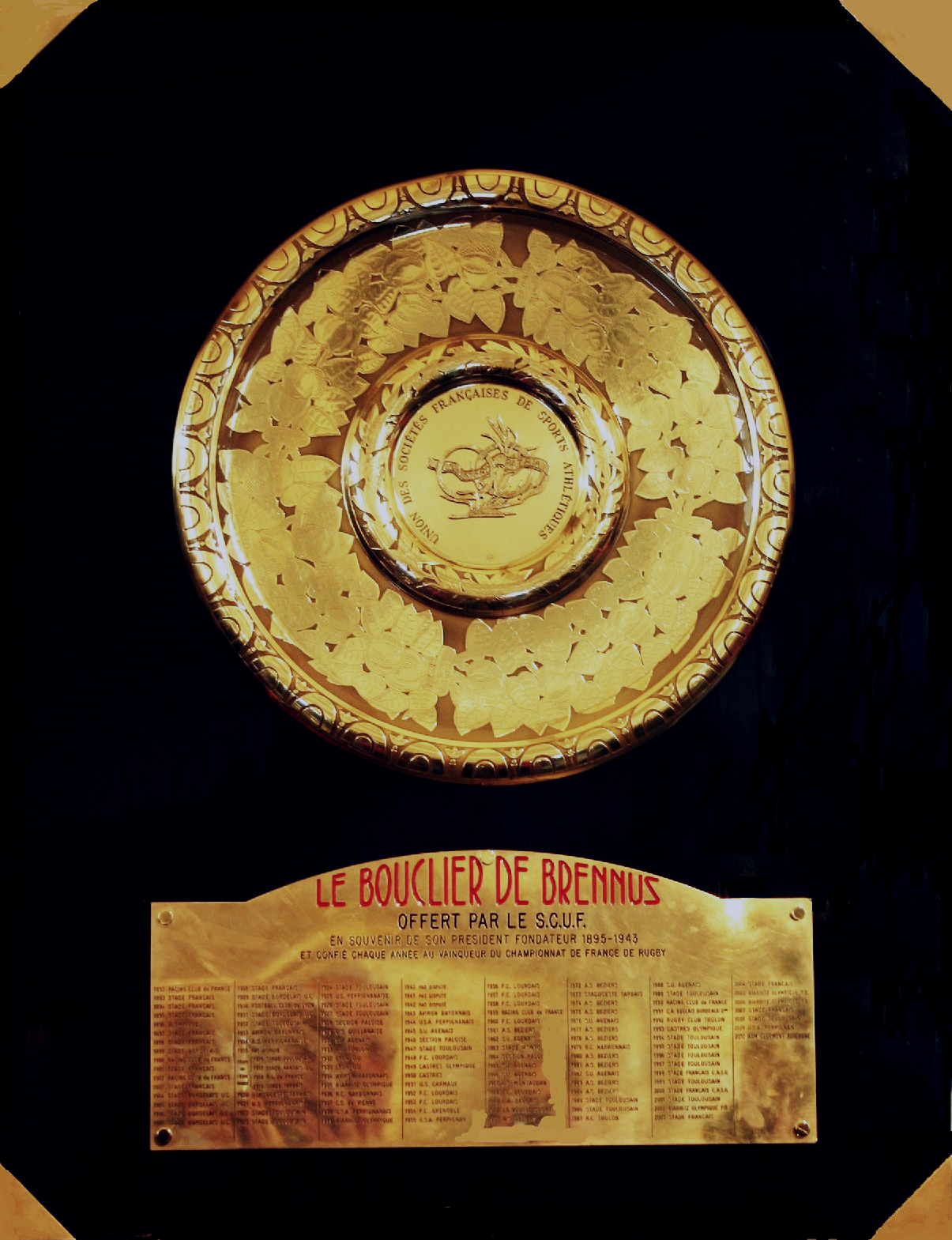
Vienne soulève le Bouclier de Brennus en 1937.

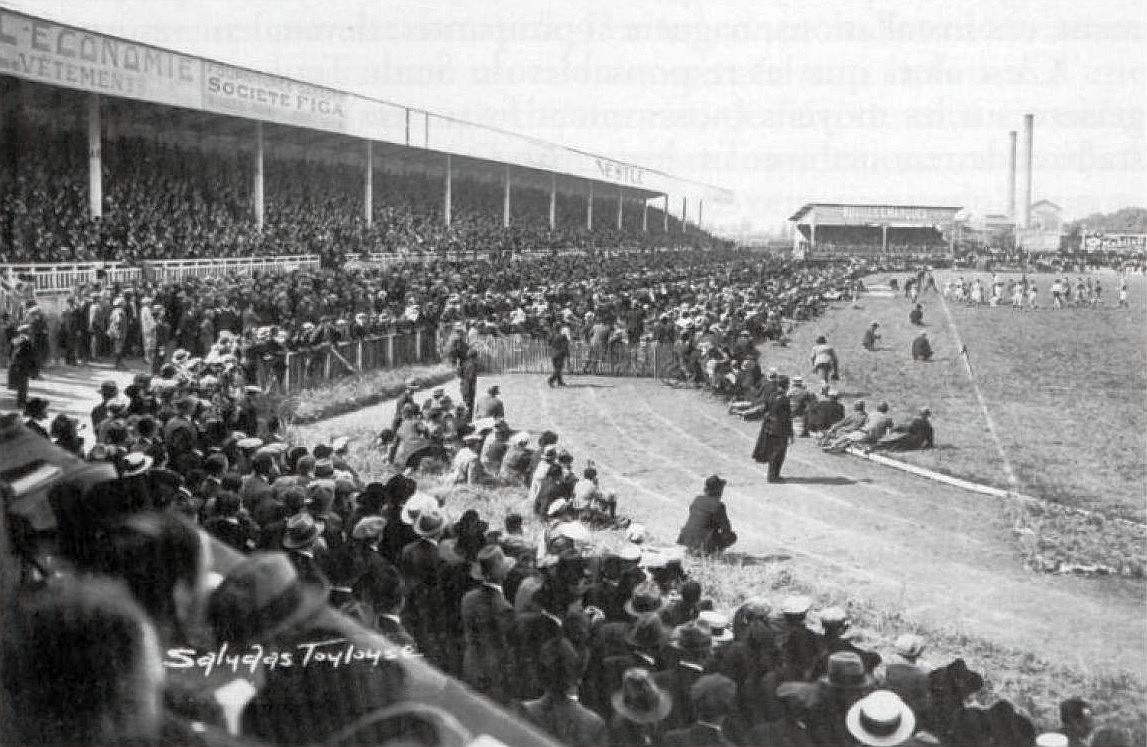
Le stade des Ponts Jumeaux de Toulouse où le CSV s'impose en finale contre l'AS Montferrand en 1937.

En 1937, l’entraîneur Jean Etcheberry et le capitaine Elie Théau emmènent le CS Vienne jusqu'au sommet du rugby français.
En effet le 2 mai 1937 Vienne devient champion de France 1937 grâce à une victoire 13 à 7 face à l'AS Montferrand  emmenée notamment par Pierre Thiers et Maurice Savy au stade des Ponts Jumeaux de Toulouse devant 26 000 personnes.
C'est le premier club du département de l'Isère à être champion de France avant le FC Grenoble.

Équipe championne de France en 1937 : 
 

1. Benvenuto Sella 2. Louis Samuel 3. Jean Delhom 

4. Gabriel Comte 5. Roland Renz 

6. Germain Daurès 8. Elie Théau  7. Louis Pallin 

9. Antoine Laurent 10. René Vanthier 

11. Jacques Rival 12. Georges Pepy 13. Marcel Deygas 14. Emmanuel Barry 

15. André Puyo 

En Challenge, le club termine 9e sur les 23 clubs engagés.

### La rentrée dans le rang
Les saisons suivantes sont plus difficiles puisque Vienne est éliminé en huitième de finale du Championnat en 1938 tandis qu'il échoue toujours à se qualifier en Challenge.
En 1939, Vienne ne se qualifie pas en Championnat et est alors à nouveau devancé au niveau régional par le FC Grenoble et le Lyon OU.
En 1943, 1944, 1945 et 1946, Vienne ne se qualifie pas en championnat.

### Membre régulier de l’élite (1946-1960)
Après la Seconde Guerre mondiale, les drapiers, aidés par les industriels textiles de la ville, s'imposent comme un club phare de la 1re division.
En 1947, Vienne se qualifie pour les huitièmes de finale du Championnat et est alors éliminé par Soustons 10-3.

#### Double demi-finaliste du championnat de France 1948 et 1949
En 1948, Vienne retrouve 11 ans après son titre les demi-finales du Championnat après avoir éliminé l'US Romans 10-3 en quart de finale.
Le CSV est ensuite éliminé par le RC Toulon 11-6 malgré les tirs de longue portée de l’Italien Mario Battaglini. La même année, Vienne est éliminé en huitième de finale de la coupe de France par l'Aviron bayonnais.
L'année suivante, le CSV se qualifie pour une deuxième demi-finale de Championnat consécutive où il est alors éliminé par le Castres olympique 12-6.
En 1950, Vienne atteint les demi-finales de la coupe de France. Il connaît d’autres qualifications régulières et des joueurs sélectionnés en équipe de France jusqu'au début des années 1960. Georges Brun participa notamment à la première victoire de l’équipe de France à Twickenham en 1951 et Jacques « Jacky » Bouquet, l'emblème du club dont le terrain d'honneur porte le nom en sa mémoire.

### Vienne rentre dans le rang
Ensuite, la crise du textile entraînera peu à peu le CS Vienne dans sa chute. Descendu en deuxième division en 1971, il remontera en 1979 en première division groupe B, retrouvera l'élite et le groupe A en 1984 mais redescendra aussitôt. Après deux saisons en groupe B, Vienne redescendra même en deuxième division (le troisième niveau hiérarchique du rugby français) malgré le retour de l'ancien trois quarts centre international Gilles Delaigue. En 1989, il échoue en huitièmes de finale contre le Lyon OU pour la montée en première division. Il remonte en 1ère division groupe B en 1991 en battant la Seyne sur Mer et y reste jusqu'en 1995

#### Champion de France de Fédérale 2 2012

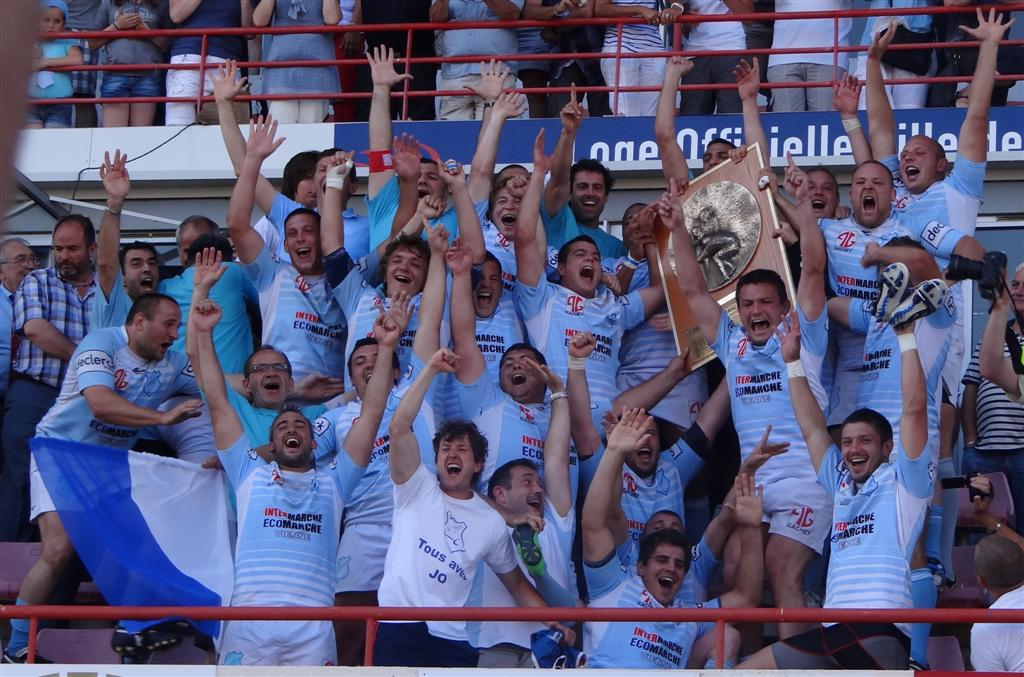
Les champions 2012

Après quelques saisons de hauts et de bas, le club se retrouve en Fédérale 3 durant deux saisons avant de remonter en Fédérale 2 en 1998 pour patiemment y reconstruire les structures qui lui ont permis de monter dans l'élite amateur de la Fédérale 1, l'espoir de tout un bassin riche de nombreux clubs de rugby formés à la suite du CS Vienne, à l'issue d'une saison 2011-2012 qui se termine par un titre de champion de France de Fédérale 2 face à St Sulpice sur Lèze (29-22 ap).
Après deux saisons en Fédérale 1, le CS Vienne retrouve la 2e division fédérale en 2014-2015 et remonte aussitôt en Fédérale 1 pour la saison suivante, après avoir refusé l'accession en Nationale en 2020 gagnée sur le terrain, il est promu dans la nouvelle Nationale 2 l'année suivante.

#### Vice-champion de France en Nationale 2 2023
En 2022-2023, le CS Vienne est promu en Nationale après sa victoire en demi-finale en aller-retour face au Saint-Jean-de-Luz olympique.
En finale, le CS Vienne s'incline contre le CA Périgueux.

## Identité visuelle

### Logo

Évolution du logo
Logo abandonné en 2022.
Logo instauré en 2022.

## Structures du club

### Stade
Le stade porte le nom de Jean Etcheberry, joueur international ayant fait la majeure partie de sa carrière à Vienne en tant que joueur puis entraîneur. Il a mené l’équipe viennoise au titre de champion de France en 1937, le terrain d'honneur porte celui de Jacques Bouquet international emblématique du club. Le stade a une capacité totale de 8000 places.

### Maison du rugby
La maison du rugby, inaugurée en 2013 porte le nom d’Elie Théau, champion de France honneur (D2) en 1927 et 1928, capitaine de l'équipe viennoise championne de France en 1937, puis entraîneur de l'équipe 1/2 finaliste en 1950, le plus beau palmarès au sein du rugby viennois.

## Palmarès

### Détail du palmarès
Le tableau suivant récapitule les performances du club :
- titres de champion et finales ainsi que les meilleures performances dans les compétitions.

| Compétitions nationales |
| --- |
| Championnat de France de première division - Champion (1) : 1937, Coupe de France - Meilleure performance : demi-finaliste en 1950 Championnat de France de deuxième division - Champion (2) : 1927 et 1928 Championnat de France de Nationale 2 - Vice-champion (1) : 2023 Championnat de France de Fédérale 2 - Champion (1) : 2012 Challenge de l’Amitié - Finaliste (1) : 1989 |

### Finale 1937
| Équipes        | CS Vienne - AS Montferrand |
| Score          | 13-7 |
| Date           | 2 mai 1937 |
| Stade          | Stade des Ponts Jumeaux, Toulouse |
| Arbitre        | Lucien Barbe |
| Les équipes    | |
| CS Vienne      | Benvenuto Sella, Louis Samuel, Jean Delhom, Gabriel Comte, Roland Renz, Germain Daurès, Louis Pallin, Elie Théau, Antoine Laurent, René Vanthier, Jacques Rival, Georges Pepy , Marcel Deygas, Emmanuel Barry, André Puyo                 |
| AS Montferrand | René Lombarteix, Roger Paul, Elie Corporon, Jean-Baptiste Julien, Étienne Dupouy, Michel Monnet, Lucien Cognet, André Rochon, Pierre Thiers, Jean Chassagne, Lucien Plumasson, Louis Courtadon, Joseph Pagès, Marius Bellot, Maurice Savy |
| Points marqués | |
| CS Vienne      | 3 essais par Deygas, Vanthier, Comte 2 transformations de Rival |
| AS Montferrand | 1 pénalité de Thiers 1 drop de Chassagne |

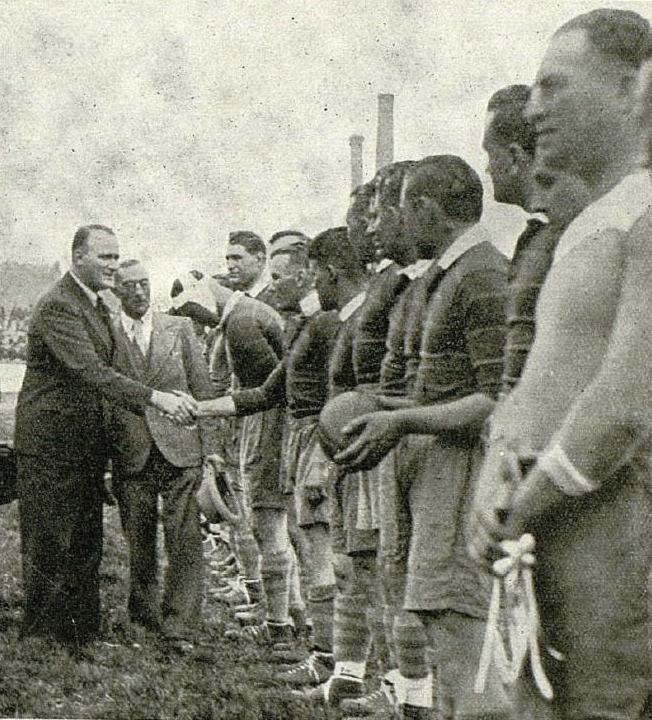
Léo Lagrange à la finale du Championnat 1937.
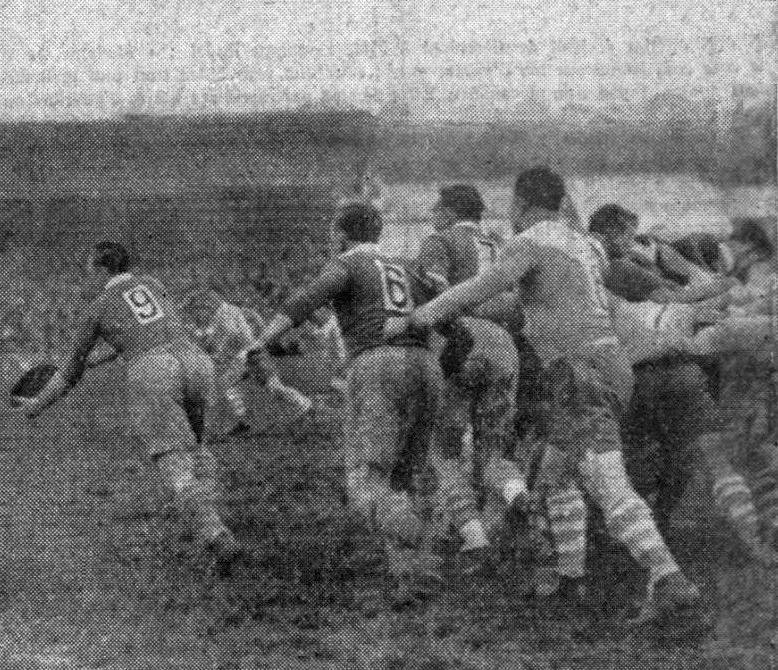
Sortie de mêlée pour le montferrandais Thiers, le demi de mêlée qui ouvre sur ses lignes arrières.
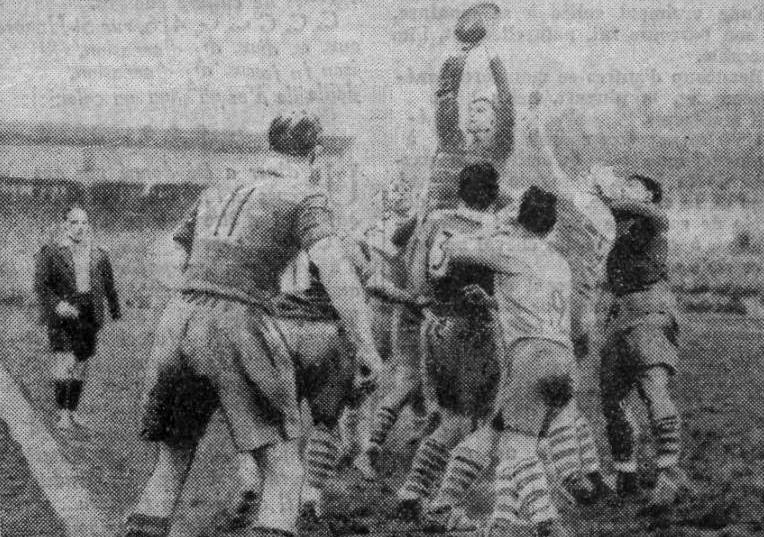
Sur une touche, un avant montferrandais prend possession du ballon.
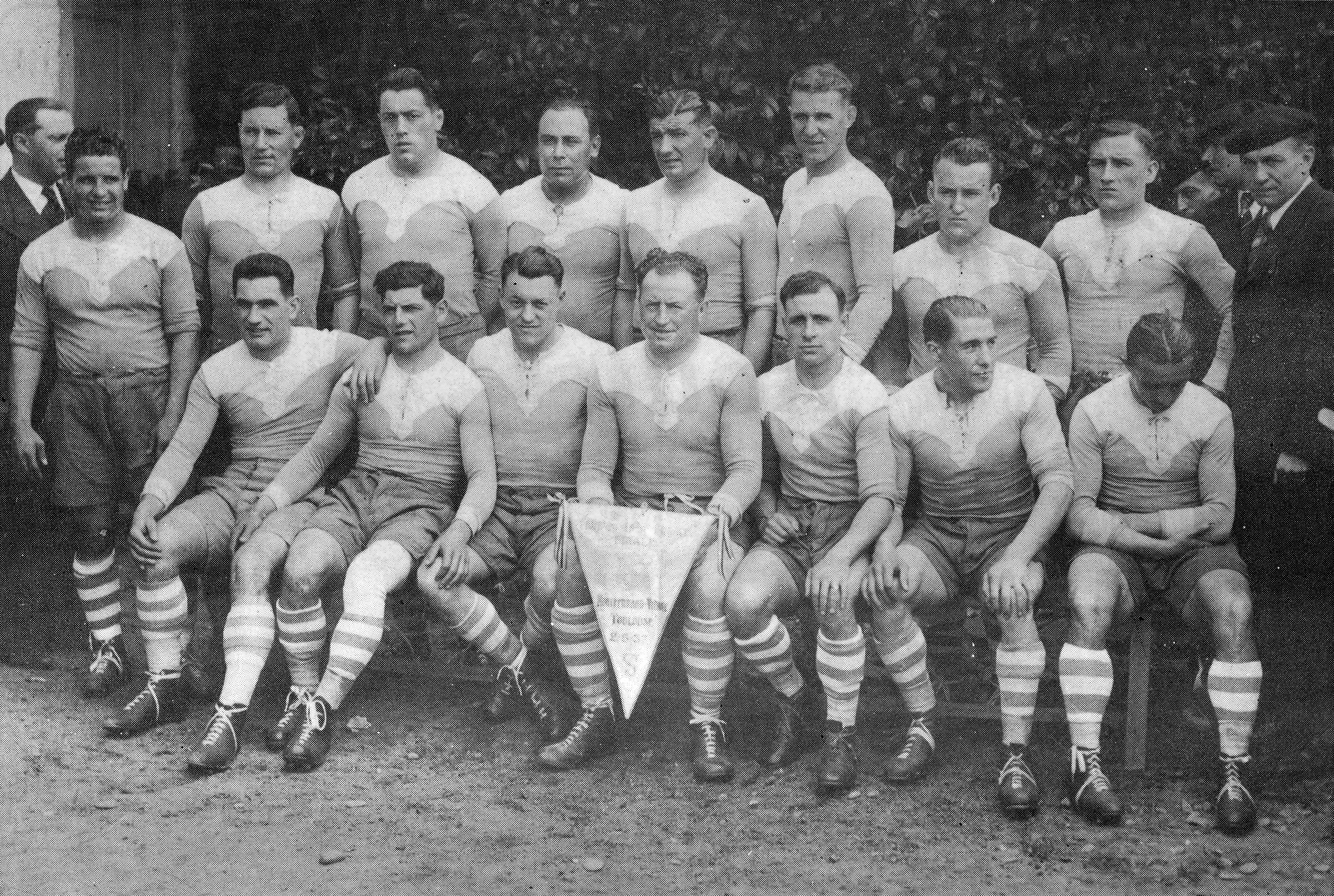
Les champions 1937.

### Finales disputées
| Date de la finale | Vainqueur | Score  | Finaliste      | Lieu de la finale                 | Spectateurs |
| ----------------- | --------- | ------ | -------------- | --------------------------------- | ----------- |
| 2 mai 1937        | CS Vienne | 13 – 7 | AS Montferrand | Stade des Ponts-Jumeaux, Toulouse | 26 000      |

| Date de la finale | Vainqueur | Score  | Finaliste                   |
| ----------------- | --------- | ------ | --------------------------- |
| 1927              | CS Vienne | 12 – 6 | Arlequins Club perpignanais |
| 1928              | CS Vienne | 3 – 0  | AS Bayonne                  |

| Date de la finale | Vainqueur    | Score   | Finaliste |
| ----------------- | ------------ | ------- | --------- |
| 2023              | CA Périgueux | 39 - 20 | CS Vienne |

| Date de la finale | Vainqueur | Score   | Finaliste        |
| ----------------- | --------- | ------- | ---------------- |
| 2012              | CS Vienne | 29 – 22 | US Saint-Sulpice |

## Personnalités du club

### Effectif de l'équipe première
| Nom                      | Poste            | Nationalité sportive |
| ------------------------ | ---------------- | -------------------- |
| Loïc Reynaud             | Pilier gauche    | France               |
| Benjamin Robin           | Pilier gauche    | France               |
| Louan Capuano            | Pilier gauche    | France               |
| Romain Eliot             | Pilier gauche    | France               |
| Guram Kavtidze           | Pilier droit     | Géorgie              |
| Corentin Durand          | Pilier droit     | France               |
| Pierre-Mathieu Fernandes | Pilier droit     | France               |
| Tau Junior Fifita        | Pilier droit     | Nouvelle-Zélande     |
| Pierre Bourquin          | Talonneur        | France               |
| Axel Benjamin            | Talonneur        | France               |
| Dimitri Gibierge         | Talonneur        | France               |
| Yanis Gimenez            | Talonneur        | France               |
| Geoffrey Nouhaillaguet   | Deuxième ligne   | France               |
| Ciaran O'Flynn           | Deuxième ligne   | France               |
| Victor Comptat           | Deuxième ligne   | France               |
| Mathias Bastide          | Deuxième ligne   | France               |
| Antoine Frambourg        | Deuxième ligne   | France               |
| Charles-Adrien Massot    | Troisième ligne  | France               |
| Pierre Chapelle          | Troisième ligne  | France               |
| Charles William Nyoungue | Troisième ligne  | France               |
| Steven Giroud            | Troisième ligne  | France               |
| Guillaume Moroldo        | Troisième ligne  | France               |
| Léon Peyrat              | Troisième ligne  | France               |
| Nathanaël Grosu          | Troisième ligne  | France               |
| Romain Falcoz            | Troisième ligne  | France               |
| Tom Desplanche           | Troisième ligne  | France               |
| Léo Labeille             | Troisième ligne  | France               |
| Enzo Ravanello           | Demi de mêlée    | France               |
| Malory Piet              | Demi de mêlée    | France               |
| Alexandre Jarguel        | Demi de mêlée    | France               |
| Julien Hervouët          | Demi d'ouverture | France               |
| Tom Richard              | Demi d'ouverture | France               |
| Charles Hager            | Demi d'ouverture | France               |
| Brandon Bellavia         | Centre           | France               |
| Anzize Saïd Omar         | Centre           | France               |
| Bastien Colliat          | Centre           | France               |
| Pierre Mollard           | Centre           | France               |
| Matthias Giovale         | Centre           | France               |
| Axel Derderian           | Centre           | France               |
| Théo Brunel              | Ailier           | France               |
| Antoine Grange           | Ailier           | France               |
| Hippolyte Massa          | Ailier           | France               |
| Martin Arfi              | Ailier           | France               |
| Martin Bonnet            | Arrière          | France               |
| Hugo Pandolfo            | Arrière          | France               |
| Mattéo Genin             | Arrière          | France               |

### Joueurs internationaux
- Robert Baulon
- Georges Brun
- Jacques Bouquet
- Benjamin Boyet
- Gilles Delaigue
- Yann Delaigue
- Marcel Deygas
- Jean Etcheberry
- Jean Villagra
- Frédéric Didier (Int. B)
- Aït Kaci (Int. B)
- Robert Navarre (Int. B)
- Roger Pech (Int. B)
- Patrick Trautmann (Int. B)
- Thomas Trautmann (Int. Fédéral)
- Claude Beyron (Int. 2e div.)
- Yves Rabatel (Int. 2e div.)
- Yan Arnaud (Int. Militaire)
- Mario Battaglini
- Gheorghe Leonte
- George Dumitrescu
- David Derderian
- Hicham Housni
- Kamil Bobryk
- Kacper Ławski
- Jean Boutes
- Roland Suniula
- Ion Marica
- Ilaisa Ma'asi
- Merab Kvirikashvili
- Szabolcs Pocskai
- Jonathan Katona
- Edgar Alber
- Nicolas Onuțu
- Vincent Vial
- Jules Porcher

### Autres joueurs
- Benvenuto Sella
- Christian Short
- Christophe Pras

### Entraîneurs
- Jean Etcheberry
- Élie Théau (1941-1947)
- Jean Liénard (1966-1968)
- Pierre Conquet
- Pierre Boudet et Alain Revol (1993-1994)
- Yves Rabatel, Pierre Boudet  (1994-1995)
- Sébastien Magnat
- Stéphane Orjolet
- Matthieu Lazerges et Benjamin Ollivier
- Julien Veniat et Thomas Trautmann
- Julien Veniat et Philippe Buffevant
- Philippe Buffevant et Dominique Mahuet
- Lionel Grand et Dominique Mahuet

### Dirigeants
- Genevet
- Joannes Sylvestre (1921-1954)
- Louis Breille
- Bruno Du Vaure
- Pierre Itier
- Gilbert Genin
- Gilles Gobba (2007-2015)
- Laurent Bazin (2015-2021)
- Claude Laynaud (2021-2023)
- Yan Arnaud (2023-)